# 阿拉巴馬港 (阿拉巴馬州)
阿拉巴馬港（英語：Alabama Port）是一個位於美國阿拉巴馬州莫比爾縣的非建制地區。該地的面積和人口皆未知。

## 地理
阿拉巴馬港的座標為30°21′45″N 88°06′52″W / 30.36250°N 88.11444°W，而該地的平均海拔高度為2米（即7英尺）。